# Towhidi Tabari

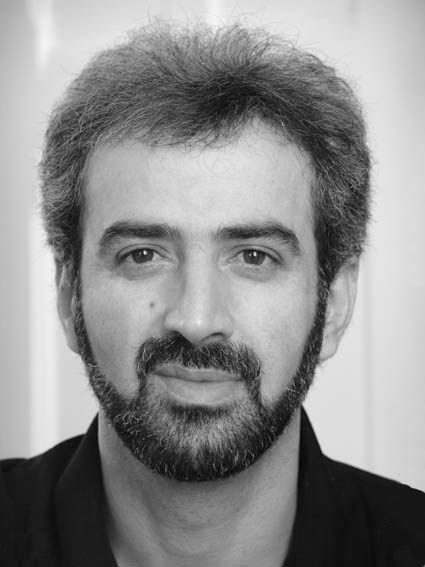
Towhidi Tabari, 2006

Ali-Naghi Towhidi, genannt Towhidi Tabari (persisch توحیدی طبری; * 15. Juni 1964 in Babol, Māzandarān) ist ein iranischer Kalligraph, Maler und persischer Ornamentemaler.

## Biographie
Im Alter von vierzehn Jahren begann er, in Babol, bei Mohammad Zaman Ferasat und Mehdi Fallah Moghadam, Kalligraphie zu lernen. Mit neunzehn Jahren zog er nach Teheran, um am Institut der Iranischen Kalligraphen bei den Meistern Gholam Hossein Amirchani und Yadollah Kaboli Chansari zu lernen, wobei er selbst den Meistertitel in Kalligraphie erwarb; gleichzeitig lernte er die Schönen Künste, traditionelle iranische Kunst und Grafikdesign. Towhidi Tabari arbeitete sechs Jahre lang in der Graphikdesignabteilung bei der iranischen nationalen Flugindustrie als Chefkalligraph und Designer. Während eines Jahres lehrte er an der Jahad Daneshgahi (Niederlassung der Universität von Teheran) und zwei Jahre lang an dem Osweh-Gymnasium in Teheran.
Towhidi Tabari ist ein Spezialist der Nasta`liq und des Shekasteh Styles. Er ist Mitglied der Vereinigung iranischer Kalligraphen, dem Künstlerhaus Frankreichs und dem Zentrum für plastische Künste des Kultusministeriums im Iran. Tabari lebt in Paris.

## Ausstellungen (Auswahl)
- 1987 Nationalkongress der Kalligraphie, Ramsar, Iran
- 1989 Noushirvani – Institut der Technologie, Babol
- 1992 Daryabeygui Galerie, Teheran
- 1993 Zarrabi Galerie, Teheran
- 1995 Daryabeygui Galerie, Teheran
- 1996 Kunstgalerie, Babol
- 1997 Avicenna Kulturzentrum, Teheran
- 1998 Haus des Irans, Paris, Frankreich
- 1999 Zeitgenössisches Kunstmuseum, Teheran
- 1999 Syrisches Kulturzentrum, Paris, Frankreich
- 1999 Bibliothèque nationale de France zu Gedenken an Hafez
- 1999 Internationaler Omar-Chayyām-Kongress, UNESCO, Paris
- 2000 Iranisches Kulturzentrum, Paris
- 2002 Libanon Universität der Feinen Künste, Tripoli
- 2002 ARTSUD, Kongresspalast, Paris
- 2002 Große Moschee, Paris
- 2003 Internationale Stadt der Künste, Paris
- 2003 Mediathek Issy-les-Moulineaux, Frankreich
- 2004 Nationalbibliothek von Kroatien, Zagreb
- 2004 Saal André Malraux, Yerres, Île-de-France, Frankreich
- 2005 Ausstellung von Werken basierend auf der Poesie von Rumi, Iranisches Kulturzentrum, Paris
- 2005 Ausstellung anlässlich des neuen iranischen Jahres, Cesson Sevigné, Frankreich
- 2006 Lange Nacht der Museen 2006-Edition, Nationalarchive von Paris, Frankreich
- 2007 Ausstellung in der Stadt von Cogolin-Sainte Maxime, Côte d’Azur, Frankreich
- 2007 Festival der Calligraphy, Théoule-sur-Mer, Cannes, Frankreich
- 2007 Kulturzentrum von Courbevoie, Île-de-France, Frankreich
- 2010 Espace Le Scribe l’Harmattan, Paris, Frankreich
- 2014 Institut des cultures arabes et méditerranéennes

## Unterricht
Seit Gründung der ersten persischen Kalligraphie- und Buchmalereischule in Frankreich im April 2002 in den Räumen des iranischen Kulturzentrums in Paris und im Rathaus von Asnières in Zusammenarbeit mit der SITAR-Assoziation, haben mehr als 300 Schüler an Kursen teilgenommen. Das Spitzenniveau, das durch einige der ersten Diplomierten dieser Schule erreicht wurde, hat ihnen erlaubt, an Ausstellungen im Kulturzentrum von Iran im November 2003 sowie im Auditorium von Saint Germain im Oktober 2004 teilzunehmen. Die Schule ist offen für alle Schüler, die wünschen, an diesen Kursen teilzunehmen, für eine Dauer von elf Wochen; oder eine vollständige Ausbildung über mehrere Jahre. Etwa zwanzig Schüler, die regelmäßig dem Kursus seit der Gründung der Schule gefolgt sind, haben schon ihr Diplom erhalten.

## Ateliers und Kurse
- Ausstellungsraum Concorde: Forum von Asnières 1999, 2001, 2002, 2004, 2006
- Cithar-Assoziation: von 2002 bis 2007 regelmäßig jeden Mittwoch
- Iranisches Kulturzentrum: dreimal im Jahre 2001, fünfmal im Jahre 2002, viermal im Jahre 2003; fünfmal im Jahr 2004; dreimal im Jahr 2005; dreimal im Jahr 2006
- Große Moschee von Paris: viermal im Jahr 2002
- Assoziation der Jugend des Rathauses Asnières, sechsmal im Jahr 2003; 25-mal im Jahr 2004
- Mediathek von Issy-les-Moulineaux 2003
- Gymnasium Auguste Renoir: fünfmal im Jahr 2003
- Ausstellungsraum von Air France: dreimal im Jahr 2004
- Kulturzentrum von Palaiseau: zweimal im Jahr 2004
- Saal André Malraux Mairie von Yerres 2004: zehnmal im Jahr 2004
- Polytechnische Universität 2004
- Rathaus von Asnières: Dreimal im Jahr 2004
- Kulturzentrum von Neuilly-sur-Seine: zweimal im Jahr 2005
- Saal des Rathauses Saint Martin: 2006
- Nuit Blanche (Lange Nacht der Künste) in Paris: In den Nationalarchiven: 2006
- Gymnasium der L’Assomption Cogolin/Sainte-Maxime 2007

## Werke
- Persische Kalligraphie und Buchmalerei zu den Themen: Persische Poesie, Der Koran; Arabisch und Französisch
- Werke, die der persischen Kalligraphie gewidmet sind
- Poster und Postkarten: In Frankreich und im Iran veröffentlicht.

## Festivals/ Sonstiges
- Preisträger bei zahlreichen nationalen und internationalen Festivals
- Diplom und Medaille der Schule der schönen Künste Libanons (« Ecole des Beaux-Arts »)
- Dankesschreiben des Präsidenten Jacques Chirac
- Medaille der Stadt von Yerres

## Preise
- Preisträger bei zahlreichen nationalen und internationalen Festivals:
- 1999 Zertifikat des modernen Kunstmuseums, Iran 1999
- 2002 Medaille der libanesischen Universität der feinen Künste[4], Tripoli
- 2003 Dankesschreiben des Präsidenten Jacques Chirac
- 2004 Zertifikat der Akademie der Schönen Künste, Kroatien, 2004
- 2004 Caillebotte-Preis der Stadt Yerres

## Conference
- 2004 Akademie der schönen Künste[5], Zagreb, Kroatien.